# Kristin Bauer van Straten
Kristin Bauer van Straten (sinh ngày 26 tháng 11 năm 1966) là một nữ diễn viên người Mỹ.

## Danh sách phim

### Điện ảnh
| Năm  | Tên                                    | Vai                  | Ghi chú |
| ---- | -------------------------------------- | -------------------- | ------- |
| 1995 | Galaxis                                | Commander            |         |
| 1995 | Glory Daze                             | Dina                 |         |
| 1997 | Romy and Michele's High School Reunion | Kelly                |         |
| 1998 | My Little Havana                       | Carmen               |         |
| 2000 | Dancing at the Blue Iguana             | Nico                 |         |
| 2001 | Hollywood Palms                        | Kathleen             |         |
| 2001 | Room 302                               | Karen                |         |
| 2004 | 50 First Dates                         |                      |         |
| 2004 | Living with Lou                        | Jean                 |         |
| 2005 | Life of the Party                      | Caroline             |         |
| 2011 | Subject: I Love You                    | Sarah Drake          |         |
| 2012 | Gotten                                 |                      |         |
| 2012 | The Story of Luke                      | Cindy                |         |
| 2014 | Teen Lust                              | Mary                 |         |
| 2016 | Nocturnal Animals                      | Samantha Van Helsing |         |
| 2018 | Suicide Squad: Hell to Pay             |                      |         |
| 2018 | Happy Anniversary                      | Willa                |         |